# Jonathan Brownlee
Jonathan Callum „Jonny“ Brownlee MBE (* 30. April 1990 in Leeds) ist ein britischer Triathlet. Er ist U23-Weltmeister (2010), Triathlon-Weltmeister auf der Sprintdistanz (2010, 2011 und 2012), Triathlon-Weltmeister auf der Kurzdistanz (2012) dreifacher Olympiastarter (2012, 2016, 2020) sowie Olympiasieger (2021).

## Werdegang
In Frankreich ging Jonathan Brownlee im Rahmen der Club-Meisterschaftsserie Lyonnaise des Eaux im Jahr 2010 für den Verein EC Sartrouville als Elite-Legionär an den Start und bewies gleich beim Eröffnungstriathlon in Dünkirchen am 23. Mai 2010 seine Klasse – er gewann die Goldmedaille in der Einzelwertung und sicherte seinem Verein damit den zweiten Platz in der Club-Wertung.

### U23-Weltmeister Triathlon 2010
Mit seinem älteren Bruder Alistair (* 1988), dem Gewinner der ITU World Championship Series 2009 und 2011, war er BT (British Telecom) Ambassador des Olympia-2012-Projektes.
Im August 2010 wurde er Triathlon-Weltmeister auf der Sprintdistanz und er konnte diesen Erfolg 2011 und 2012 noch zweimal in Serie wiederholen.

### Olympische Sommerspiele 2012
Im August 2012 wurde er bei den Olympischen Spielen in London Dritter. Im Oktober sicherte er sich in Neuseeland mit dem zweiten Rang im letzten Rennen der Saison 2012 den Weltmeistertitel 2012 auf der olympischen Distanz.
2014 wurde Jonathan Brownlee Zweiter bei den Commonwealth Games. Die Triathlon-Weltmeisterschafts-Rennserie 2015 schloss er nach zehn Rennen auf dem elften Platz ab.

### Olympische Sommerspiele 2016
Jonathan Brownlee qualifizierte sich 2016 erneut für einen Startplatz bei den Olympischen Spielen und er ging in Brasilien für Großbritannien an den Start – zusammen mit Helen Jenkins, Non Stanford und Vicky Holland, Gordon Benson sowie seinem Bruder Alistair. Am 18. August gewann er in Rio de Janeiro hinter seinem Bruder die Silbermedaille. Im September wurde er in Mexiko mit dem zweiten Platz im letzten Rennen der WM-Rennserie („Grand Final“) Vizeweltmeister Triathlon.
In der Weltmeisterschaftsrennserie 2017 belegte er den sechsten Rang. Er startet im Bundeskader der British Triathlon Federation.

### Olympische Sommerspiele 2020
Jonathan Brownlee wurde zum dritten Mal nominiert für einen Startplatz bei den Olympischen Sommerspielen 2020 – zusammen mit Georgia Taylor-Brown, Vicky Holland, Jessica Learmonth und Alex Yee. Er belegte am 27. Juli 2021 in Tokio den fünften Rang.
Bei der Weltmeisterschafts-Rennserie 2022 belegte Jonathan Brownlee im November als zweitbester Brite hinter dem neuen Vizeweltmeister Alex Yee den 38. Rang.

### Privates
Brownlee besuchte die Bradford Grammar School und studiert an der University of Leeds Geschichte.

## Auszeichnungen
- 2022: Member des Order of the British Empire[4]

## Sportliche Erfolge
| Datum/Jahr    | Rang | Wettbewerb                                     | Austragungsort    | Zeit     | Bemerkung |
| ------------- | ---- | ---------------------------------------------- | ----------------- | -------- | --- |
| 2. Juni 2024  | 3    | ETU Europe Triathlon Cup Kielce                | Kielce            | 00:22:13 | |
| 11. Mai 2024  | 38   | ITU World Championship Series 2024             | Yokohama          | 01:45:51 | |
| 26. Nov. 2022 | 26   | ITU World Championship Series 2022             | Abu Dhabi         | 01:46:38 | Grand Final |
| 8. Okt. 2022  | 2    | ITU World Championship Series 2022             | Cagliari          | 01:40:26 | |
| 28. Mai 2022  | 1    | ITU Triathlon World Cup                        | Arzachena         | 00:54:08 | |
| 31. Juli 2021 | 1    | Olympische Sommerspiele 2020, Staffel Mixed    | Tokio             | 01:23:41 | im Team mit Georgia Taylor-Brown, Jessica Learmonth und Alex Yee                                                                     |
| 27. Juli 2021 | 5    | Olympische Sommerspiele 2020                   | Tokyo             | 01:45:53 | |
| 29. Mai 2021  | 1    | ITU Triathlon World Cup                        | Arzachena         | 00:54:48 | |
| 21. Juli 2019 | 2    | ITU World Championship Series 2019             | Edmonton          | 01:20:23 | in der gemischten Staffel mit India Lee, Sophie Coldwell und Gordon Benson                                                           |
| 20. Juli 2019 | 1    | ITU World Championship Series 2019             | Edmonton          | 00:54:52 | |
| 4. Nov. 2018  | 3    | Super League Mallorca                          | Manacor           |          | Erstaustragung auf Mallorca |
| 24. Sep. 2018 | 1    | Beijing International Triathlon                | Peking            | 01:51:37 | [ 6 ] |
| 5. Apr. 2018  | 7    | Commonwealth Games 2018                        | Gold Coast        | 00:53:09 | |
| 24. Sep. 2017 | 2    | Super League Triathlon Jersey                  | Jersey            |          | im neuen dreitägigen Rennformat |
| 26. Aug. 2017 | 1    | ITU World Championship Series 2017             | Stockholm         | 01:49:10 | |
| 11. Juni 2017 | 2    | ITU World Championship Series 2017             | Leeds             | 01:47:03 | |
| 19. Sep. 2016 | 2    | ITU World Championship Series 2016             | Cozumel           | 01:47:08 | Vizeweltmeister, wurde dehydriert und entkräftet von seinem Bruder Alistair ins Ziel geschleppt                                      |
| 4. Sep. 2016  | 1    | ITU World Championship Series 2016             | Edmonton          | 00:51:39 | |
| 18. Aug. 2016 | 2    | Olympische Sommerspiele 2016                   | Rio de Janeiro    | 01:45:07 | |
| 3. Juli 2016  | 2    | ITU World Championship Series 2016             | Stockholm         | 01:50:43 | |
| 12. Juni 2016 | 2    | ITU World Championship Series 2016             | Leeds             | 01:49:59 | |
| 24. Apr. 2016 | 2    | ITU World Championship Series 2016             | Kapstadt          | 00:54:17 | |
| 9. Apr. 2016  | 3    | ITU World Championship Series 2016             | Gold Coast        | 01:47:09 | |
| 11. Apr. 2015 | 1    | ITU World Championship Series 2015             | Gold Coast        | 01:46:53 | |
| 29. März 2015 | 1    | ITU World Championship Series 2015             | Auckland          | 01:55:26 | im zweiten Rennen der Saison |
| 7. März 2015  | 5    | ITU World Championship Series 2015             | Abu Dhabi         | 00:53:03 | im ersten Rennen der Saison auf der Sprintdistanz                                                                                    |
| 23. Aug. 2014 | 1    | ITU World Championship Series 2014             | Stockholm         | 00:57:31 | auf der Sprintdistanz |
| 24. Juli 2014 | 2    | Commonwealth Games 2014                        | Glasgow           | 01:49:01 | |
| 13. Juli 2014 | 1    | ITU Sprint Triathlon World Championship Team   | Hamburg           | 01:19:07 | Weltmeister im Team – zusammen mit Lucy Hall, Vicky Holland und Alistair Brownlee                                                    |
| 12. Juli 2014 | 3    | ITU World Championship Series 2014             | Hamburg           | 00:51:48 | Dritter auf der Sprintdistanz |
| 6. Apr. 2014  | 2    | ITU World Championship Series 2014             | Auckland          | 01:54:33 | erstes Rennen der Triathlon-Weltmeisterschaftsserie 2014                                                                             |
| 15. März 2014 | 2    | Abu Dhabi International Triathlon              | Abu Dhabi         | 03:12:21 | Zweiter auf der Kurzdistanz – hinter seinem Bruder Alistair                                                                          |
| 15. Sep. 2013 | 2    | ITU World Championship Series 2013             | London            | 01:48:17 | Grand Final der Triathlon-Weltmeisterschaftsserie 2013                                                                               |
| 20. Okt. 2012 | 2    | ITU World Championship Series 2012             | Auckland          | 02:00:31 | Mit dem zweiten Rang beim Grand Final gewann Brownlee die WM-Serie 2012 und wurde Triathlon-Weltmeister auf der olympischen Distanz. |
| 25. Aug. 2012 | 1    | ITU Sprint Triathlon World Championships       | Stockholm         | 00:54:24 | zum dritten Mal in Folge Weltmeister Sprint Triathlon                                                                                |
| 7. Aug. 2012  | 3    | Olympische Sommerspiele 2012                   | London            | 01:46:56 | Dritter hinter seinem Bruder Alistair Brownlee und dem Spanier Francisco Javier Gómez Noya                                           |
| 24. Juni 2012 | 2    | ITU World Championship Series 2012             | Kitzbühel         | 01:51:02 | |
| 27. Mai 2012  | 1    | ITU World Championship Series 2012             | Madrid            | 01:51:49 | |
| 12. Mai 2012  | 1    | ITU World Championship Series 2012             | San Diego         | 01:48:47 | |
| 21. Aug. 2011 | 1    | ITU Triathlon World Championship Mixed Relay   | Lausanne          |          | im Team mit Helen Jenkins, Jodie Stimpson und Alistair Brownlee                                                                      |
| 20. Aug. 2011 | 1    | ITU Sprint Triathlon World Championships       | Lausanne          | 00:52:23 | Weltmeister Sprint Triathlon |
| 6. Aug. 2011  | 3    | ITU World Championship Series 2011             | London            | 01:51:04 | |
| 25. Juni 2011 | 2    | ETU Triathlon European Championships           | Pontevedra        | 01:48:55 | Vizeeuropameister – hinter seinem Bruder Alistair                                                                                    |
| 8. Sep. 2010  | 1    | ITU Triathlon World Championship U23           | Budapest          | 01:44:24 | U23-Weltmeister |
| 28. Aug. 2010 | 2    | ETU Triathlon European Championship U23        | Vila Nova de Gaia | 01:53:01 | U23-Vizeeuropameister |
| 21. Aug. 2010 | 1    | ITU Sprint Triathlon World Championships       | Lausanne          | 00:52:57 | Weltmeister Sprint Triathlon |
| 2. Juli 2009  | 1    | ETU Triathlon European Championship Junior Men | Rijssen-Holten    | 00:53:07 | Triathlon-Junioren-Europameister |
| 6. Sep. 2008  | 10   | ETU Triathlon European Championship U23        | Pulpí             | 01:59:37 | U23-Europameisterschaft |
| 5. Juni 2008  | 3    | ITU Triathlon World Championship Junior Men    | Vancouver         | 00:57:43 | |
| 10. Mai 2008  | 3    | ETU Triathlon European Championship Junior Men | Lissabon          | 00:59:22 | Triathlon-Junioren-Europameisterschaft                                                                                               |
| 30. Aug. 2007 | 15   | ITU Triathlon World Championship Junior Men    | Hamburg           | 00:55:25 | |
| 29. Juni 2007 | 5    | ETU Triathlon European Championship Junior Men | Kopenhagen        | 00:56:52 | Junioren-Europameisterschaft |
| 2. Sep. 2006  | DNF  | ITU Triathlon World Championship Junior Men    | Lausanne          | –        | Weltmeisterschaft in der Jugend-Klasse                                                                                               |

| Datum/Jahr    | Rang | Wettbewerb                                 | Austragungsort | Zeit     | Bemerkung                           |
| ------------- | ---- | ------------------------------------------ | -------------- | -------- | ----------------------------------- |
| 27. Sep. 2008 | 13   | ITU Duathlon World Championship Junior Men | Rimini         | 00:56:52 |                                     |
| 19. Mai 2007  | 9    | ITU Duathlon World Championship Junior Men | Győr           | 00:51:52 | Junioren-Duathlon-Weltmeisterschaft |

(DNF – Did Not Finish)

## Veröffentlichungen
- Swim, Bike, Run: Our Triathlon Story mit Alistair Brownlee, Penguin (22. Mai 2014), ISBN 978-0-241-96584-9